# Jedisme
El jedisme és un moviment religiós inspirat en la saga de pel·lícules de La guerra de les galàxies, creada per George Lucas, qui al seu torn es va inspirar en altres religions com el budisme, el taoisme, i el xintoisme, i en algunes creences d'origen cèltic. La seva doctrina es fonamenta en el poder de la força, una entitat panteista, que és venerada pels cavallers Jedi en la saga esmentada.
Al Regne Unit, 46.000 persones (el 0,4 % de la població) van declarar que la seva religió era el jedisme en el cens de l'any 2001. Aquesta dada faria que la religió dels cavallers Jedi fos la quarta religió més estesa del Regne Unit.
A Austràlia, el cens de 2012 va reportar més de 40.000 creients en el poder de la força de La guerra de les galàxies, mentre que a Nova Zelanda es van comptar més de 12.000 persones com a seguidors del jedisme. En alguns països, el jedisme no està reconegut oficialment com a religió, però els seus membres pressionen per obtenir reconeixement per part dels governs nacionals.

## Creences
La idea central del jedisme és la creença en el poder de la força, un camp d'energia metafísic i omnipresent que un Jedi considera com a part de la natura fonamental de l'Univers. Alguns seguidors del jedisme creuen que la força és una manifestació de Déu (en el sentit monoteista de les religions d'origen abrahàmic), uns altres creuen que aquesta manifestació es presenta com un dualisme de pols oposats, (de dia i nit, d'home i dona, de llum i foscor, de vida i mort), per aquest motiu consideren al jedisme com un culte politeista, mentre que els ateus, consideren que la força és només un camp energètic, sense que això el converteixi en una divinitat, com defensa el teisme, i que aquest camp d'energia pot ser manipulat per aconseguir els resultats desitjats (com succeeix en la medicina Ayurveda, el Txi-kung i el Tai-txi). Malgrat que les particularitats de com es percep la força canvien segons la tradició teològica de cada Jedi, la postura més acceptada és la panteista: la creença que tot és una manifestació del misteri universal que rep el nom de Déu.